# Tansey Coetzee
Tansey Coetzee, née le 8 octobre 1984 à Johannesbourg, a été élue Miss Afrique du Sud 2007. Elle est la cinquantième Miss Afrique du Sud.
Elle parle couramment l'anglais, l'espagnol et l'afrikaans.

## Biographie

### Élection Miss Afrique du Sud 2007
Tansey Coetzee est élue puis sacrée Miss Afrique du Sud 2007 le 8 décembre 2007 et succède à Megan Coleman, Miss Afrique du Sud 2006. Elle avait déjà été candidate à deux reprises lors des élections de Miss Afrique du Sud,. 
Ses dauphines :
- 1re dauphine : Avumile Qongqo
- 2e dauphine : Manisha Pillay

#### Parcours
- Miss Afrique du Sud 2007.
- Top 5 au concours Miss Monde 2008 à Johannesbourg, Afrique du Sud.
- Top 15 au concours Miss Univers 2008 à Nha Trang, Viêt Nam.

### Vie privée
Tansey Coetzee a épousé un homme d'affaires nigérian Kolapo Sodeinde le 23 novembre 2014 en Afrique du Sud.